# Schönlori
Der Schönlori (Hypocharmosyna placentis) ist eine Papageienart in der Tribus der Loris. Er kommt in Tieflandregenwäldern auf Neuguinea, den Molukken und dem Bismarck-Archipel vor. Die Art unterscheidet sich vom Rotkinnlori (Vini rubrigularis) durch die dunklen Ohrflecken bei beiden Geschlechtern und die roten Flanken beim Männchen. Er wird bei der IUCN als nicht gefährdet eingestuft.

## Merkmale
Der Schönlori misst um die 17 cm und ist überwiegend grün gefärbt. Männchen haben eine rote Kehle und rote Flanken, diese Rotfärbung fehlt bei Weibchen. Männchen haben violettblaue Wangen, Weibchen gelb-schwarz gestreifte. Jungtiere ähneln Weibchen. Die Flügelunterseite der Männchen ist ebenfalls rot gefärbt. Die Unterseite des Schwanzes ist bei beiden Geschlechtern gelb. Schnabel und Füße sind rosafarben bis rot.

## Verhalten
Der Schönlori ernährt sich von Nektar, Blütenpollen und Früchten. In Gefangenschaft schätzen sie es sehr, wenn ihnen frische Zweige mit Knospen und Blüten von frischen Pflanzen angeboten werden. Der Schönlori lebt paarweise oder in kleinen Trupps in Wäldern, an Waldrändern, in Plantagen, Mangroven und verschiedenen Waldgebieten in Tiefland und Vorgebirgen.
Der Schönlori gibt schrille, hohe Kreisch- und Schnattergeräusche von sich.
Das Weibchen legt zwei Eier, die für circa 20 Tage bebrütet werden können. Die Küken sind nach 6 Wochen flügge.

## Gefährdung
Der Schönlori hat ein sehr großes Verbreitungsgebiet, einen stabilen Populationstrend und eine vermutlich große Populationsgröße. Aus diesen Gründen wird die Art von der IUCN als nicht gefährdet eingestuft.

## Systematik
Bei dem Schönlori werden fünf Unterarten anerkannt:
- H. p. intensior (Kinnear, 1928)
- H. p. ornata (Mayr, 1940)
- H. p. pallidior (Rothschild & Hartert, E, 1905)
- H. p. placentis (Temminck, 1835)
- H. p. subplacens (Sclater, PL, 1876)